# MTV Video Music Award para Melhores Efeitos Visuais
O MTV Video Music Award para Melhores Efeitos Visuais (no original em inglês: MTV Video Music Award for Best Visual Effects) é um prêmio atribuído ao artista, ao seu gerente, e aos artistas de efeitos visuais e/ou empresa de efeitos visuais do videoclipe no MTV Video Music Awards anualmente. De 1984 a 2006, o nome completo do prêmio foi Melhores Efeitos Especiais em um Vídeo, e após uma breve remoção em 2007, o seu nome foi abreviado para Melhores Efeitos Especiais entre 2008 e 2011. Em 2012, a categoria adquiriu o seu nome atual.
Os maiores vencedores são o diretor Jim Blashfield, o artista de efeitos especiais Sean Broughton, o produtor executivo Loris Paillier e a produtora GloriaFX, com duas vitórias cada. Em termos de indicações, a empresa de efeitos visuais Mathematic é a maior indicada na história da categoria (sete indicações). É seguida por GloriaFX e Ingenuity Studios (anteriormente Ingenuity Engine), cada um recebendo um total de seis indicações. Os supervisores de efeitos especiais David Yardley e Fred Raimondi, assim como as empresas Pixel Envy (liderada pelos Brothers Strause) e BUF vêm em terceiro lugar, com quatro indicações cada.
O intérprete cujos vídeos ganharam mais prêmios é Peter Gabriel, tendo ganho três prêmios. Entretanto, os vídeos de Missy Elliott receberam o maior número de indicações com seis. Nenhum Intérprete ganhou um prêmio nesta categoria por trabalhar nos efeitos de seu vídeo. No entanto, David Byrne de Talking Heads ("Burning Down the House") e Adam Jones de Tool ("Prison Sex") foram indicados por fazer esse trabalho.

## Vencedores e indicados
| Ano  | Vencedor(a)                                                       | Trabalho                          | Intérprete(s)                                                   | Indicados | Ref.   |
| ---- | ----------------------------------------------------------------- | --------------------------------- | --------------------------------------------------------------- | --- | ------ |
| 1984 | Godley & Creme                                                    | "Rockit"                          | Herbie Hancock                                                  | - "Burning Down the House" – David Byrne e Julia Hayward (interpretada por Talking Heads) - "Dancing with Myself" – Eric Critchley (interpretada por Billy Idol) - "Hyperactive!" – David Yardley (interpretada por Thomas Dolby) - "You Might Think" – Charlex (interpretada por The Cars | [ 1 ]  |
| 1985 | Tony Mitchell, Kathy Dougherty e Peter Cohen                      | "Don't Come Around Here No More"  | Tom Petty and the Heartbreakers                                 | - "Go Insane" – David Yardley (interpretada por Lindsey Buckingham) - "It's a Miracle" – David Yardley (interpretada por Culture Club) - "Run to You" – Cinebuild (interpretada por Bryan Adams) - "Slow Dancing" – David Yardley (interpretada por Lindsey Buckingham) | [ 2 ]  |
| 1986 | Michael Patterson e Candace Reckinger                             | "Take On Me"                      | A-ha                                                            | - "Burning House of Love" – Daniel Kleinman (interpretada por X) - "Money for Nothing" – Ian Pearson (interpretada por Dire Straits) - "Rough Boy" – Max Anderson e Chris Nibley (interpretada por ZZ Top) - "Sex as a Weapon" – Daniel Kleinman e Richard Uber (interpretada por Pat Benatar) | [ 3 ]  |
| 1987 | Peter Lord                                                        | "Sledgehammer"                    | Peter Gabriel                                                   | - "Big Time" – Peter Wallach (interpretada por Peter Gabriel) - "The Boy in the Bubble" – Jim Blashfield (interpretada por Paul Simon) - "Land of Confusion" – Jim Yukich e John Lloyd (interpretada por Genesis) - "Missionary Man" – Willy Smax (interpretada por Eurythmics) | [ 4 ]  |
| 1988 | Jim Francis e Dave Barton                                         | "Hourglass"                       | Squeeze                                                         | - "Got My Mind Set on You" – John McCallum (interpretada por George Harrison) - "Need You Tonight/Mediate" – Lynn Maree Milburn (interpretada por INXS) - "Touch of Grey" – Gary Gutierrez (interpretada por Grateful Dead) - "When We Was Fab" – Chris Lyons (interpretada por George Harrison) | [ 5 ]  |
| 1989 | Jim Blashfield                                                    | "Leave Me Alone"                  | Michael Jackson                                                 | - "I Wish U Heaven" – Maury Rosenfeld e Fred Raimondi (interpretada por Prince) - "Oh Daddy" – Joey Ahlbum (interpretada por Adrian Belew) - "Wild, Wild West" – Nicholas Brandt e Bridget Blake-Wilson (interpretada por The Escape Club) | [ 6 ]  |
| 1990 | Jim Blashfield                                                    | "Sowing the Seeds of Love"        | Tears for Fears                                                 | - "Cradle of Love" – Peter Moyer (interpretada por Billy Idol) - "Opposites Attract" – Michael Patterson (interpretada por Paula Abdul) - "We Didn't Start the Fire" – Chris Blum (interpretada por Billy Joel) | [ 7 ]  |
| 1991 | David Faithfull e Ralph Ziman                                     | "Falling to Pieces"               | Faith No More                                                   | - "Crazy" – Big TV! (interpretada por Seal) - "Do the Bartman" – Brad Bird (interpretada por Bart Simpson) - "Here Comes the Hammer" – Fred Raimondi e Maury Rosenfeld (interpretada por MC Hammer) - "I've Got You Under My Skin" – Pitov (interpretada por Neneh Cherry) - "When It Began" – Carl Bressler e Paul Rachman (interpretada por The Replacements) | [ 8 ]  |
| 1992 | Simon Taylor                                                      | "Even Better Than the Real Thing" | U2                                                              | - "Black or White (Short Version)" – Jamie Dixon (interpretada por Michael Jackson) - "Let's Get Rocked" – Ian Pearson (interpretada por Def Leppard) - "She's Mad" – Carlos Arguello e Michele Ferrone (interpretada por David Byrne) | [ 9 ]  |
| 1993 | Real World Productions e Colossal Pictures                        | "Steam"                           | Peter Gabriel                                                   | - "Livin' on the Edge" – Cream Cheese Productions (interpretada por Aerosmith) - "She Kissed Me" – Michel Gondry (interpretada por Terence Trent D'Arby) - "Shock to the System" – Stan Winston (interpretada por Billy Idol) | [ 10 ] |
| 1994 | Brett Leonard e Angel Studios                                     | "Kiss That Frog"                  | Peter Gabriel                                                   | - "Amazing" – Cream Cheese Films e Video Image (interpretada por Aerosmith) - "Human Behaviour" – Michel Gondry (interpretada por Björk) - "Prison Sex" – Adam Jones (interpretada por Tool) | [ 11 ] |
| 1995 | Fred Raimondi                                                     | "Love Is Strong"                  | The Rolling Stones                                              | - "Army of Me" – BUF (interpretada por Björk) - "Scream" – Kevin Tod Haug, Alexander Frisch, Ashley Clemens, Richard 'Dr.' Baily, Jay Johnson e P. Scott Makela (interpretada por Michael Jackson e Janet Jackson) - "Waterfalls" – Peter Conn e Chris Mitchell (interpretada por TLC) | [ 12 ] |
| 1996 | Chris Staves                                                      | "Tonight, Tonight"                | The Smashing Pumpkins                                           | - "Free as a Bird" – Johnny Senered, Kristen Johnson e Ben Gibbs (interpretada por The Beatles) - "Tha Crossroads" – Cameron Noble (interpretada por Bone Thugs-n-Harmony) - "Walking Contradiction" – Jefferson Wagner e Brian Boles (interpretada por Green Day) | [ 13 ] |
| 1997 | Jonathan Glazer e Sean Broughton                                  | "Virtual Insanity"                | Jamiroquai                                                      | - "The Beautiful People" – D.A.V.E. e Panic & Bob (interpretada por Marilyn Manson) - "The End Is the Beginning Is the End" – Chris Staves, Nigel Randall, Edson Williams e Brothers Strause (interpretada por The Smashing Pumpkins) - "Men in Black" – Paul Griffin, Alan Rosenfield e Wade Howie (interpretada por Will Smith) - "Novocaine for the Soul" – Ashley Clemens (interpretada por Eels) | [ 14 ] |
| 1998 | Steve Murgatroyd, Dan Williams, Steve Hiam e Anthony Walsham      | "Frozen"                          | Madonna                                                         | - "Come to Daddy" – Chris Cunningham, Glassworks, Red e Creature FX (interpretada por Aphex Twin) - "Everlong" – Paul Sokol e Chris W. (interpretada por Foo Fighters) - "Pink" – Kevin Yagher (interpretada por Aerosmith) - "Push It" – Sebasten Caudron (interpretada por Garbage) | [ 15 ] |
| 1999 | Sean Broughton, Stuart D. Gordon e Paul Simpson da Digital Domain | "Special"                         | Garbage                                                         | - "Freak on a Leash" – Matt Beck, Edson Williams e Brothers Strause (interpretada por Korn) - "Joints & Jam" – Brian Beletic e Todd Somodivilla (interpretada por The Black Eyed Peas) - "Miami" – Eric Swenson, Andrea Mansour e Simon Mowbray (interpretada por Will Smith) - "Nothing Really Matters" – Johan Renck, Bjorn Benckert e Tor-Bjorn Olsson (interpretada por Madonna) - "What's It Gonna Be?!" – Fred Raimondi (interpretada por Busta Rhymes com part. de Janet Jackson) | [ 16 ] |
| 2000 | Glassworks                                                        | "All Is Full of Love"             | Björk                                                           | - "Californication" – Pixel Envy (interpretada por Red Hot Chili Peppers) - "Everything Is Everything" – Method Studios (interpretada por Lauryn Hill) - "I Disappear" – Asylum Visual Effects (interpretada por Metallica) - "Pumping on Your Stereo" – Jim Henson's Creature Shop (interpretada por Supergrass) | [ 17 ] |
| 2001 | Carter White FX, Audio Motion e Clear Post Production             | "Rock DJ"                         | Robbie Williams                                                 | - "Elevation (Tomb Raider Mix)" – Pixel Envy e Chris Watts (interpretada por U2) - "Get Ur Freak On" – Glenn Bennett (interpretada por Missy Elliott) - "Weapon of Choice" – Ben Gibbs (interpretada por Fatboy Slim) | [ 18 ] |
| 2002 | Sebastian Fau e Twisted Labs                                      | "Fell in Love with a Girl"        | The White Stripes                                               | - "Alive" – Pixel Envy (interpretada por P.O.D.) - "Black Suits Comin' (Nod Ya Head)" – Pixel Envy (interpretada por Will Smith) - "One Minute Man" – Nathan McGuinness e Marc Varisco (interpretada por Missy Elliott com part. de Ludacris e Trina) | [ 19 ] |
| 2003 | Nigel Sarrag                                                      | "Go with the Flow"                | Queens of the Stone Age                                         | - "Floetic" – Base 2 Studios (interpretada por Floetry) - "Seven Nation Army" – BUF (interpretada por The White Stripes) - "There There" – John Williams e Dave Lea (interpretada por Radiohead) - "Work It" – Realm Productions (interpretada por Missy Elliott) | [ 20 ] |
| 2004 | Elad Offer, Chris Eckardt e Money Shots                           | "Hey Ya!"                         | OutKast                                                         | - "Float On" – Christopher Mills e Revolver Film Company (interpretada por Modest Mouse) - "The Hardest Button to Button" – Richard de Carteret, Angus Kneale e Dirk Greene (interpretada por The White Stripes) - "Megalomaniac" – Jake Banks, Matt Marquis e Stardust Studios (interpretada por Incubus) - "Walkie Talkie Man" – Angus Kneale, Jamie Scott e The Mill (interpretada por Steriogram) | [ 21 ] |
| 2005 | Passion Pictures                                                  | "Feel Good Inc."                  | Gorillaz                                                        | - "Lose Control" – Radium (interpretada por Missy Elliott com part. de Ciara e Fatman Scoop) - "Number One Spot" – 20Twenty (interpretada por Ludacris) - "Speed of Sound" – A52 (interpretada por Coldplay) - "Vertigo" – Jam Abelenet (interpretada por U2) - "The Widow" – Artificial Army (interpretada por The Mars Volta) | [ 22 ] |
| 2006 | Louis Mackall e Tonia Wallander                                   | "We Run This"                     | Missy Elliott                                                   | - "The Adventure" – Jack Effects (interpretada por Angels & Airwaves) - "Hell Yes" – Hammer & Tongs (interpretada por Beck) - "Life Wasted" – Fernando Apodaca (interpretada por Pearl Jam) - "Original of the Species" – John Leamy e Lawrence Nimrichter (interpretada por U2) | [ 23 ] |
| 2007 | —                                                                 | —                                 | —                                                               | — | —      |
| 2008 | SoMe e Jonas & François                                           | "Good Life"                       | Kanye West (com part. de T-Pain)                                | - "Bleed It Out" – David Lebensfeld e Adam Catino (interpretada por Linkin Park) - "Ching-a-Ling/Shake Your Pom Pom" – Les Umberger (interpretada por Missy Elliott) - "Honey" – X1 FX (interpretada por Erykah Badu) - "Violet Hill" – Asa Mader (interpretada por Coldplay) | [ 24 ] |
| 2009 | Chimney Pot                                                       | "Paparazzi"                       | Lady Gaga                                                       | - "Paranoid" – Wizardflex e Ghost Town Media (interpretada por Kanye West com part. de Mr Hudson) - "Single Ladies (Put a Ring on It)" – VFX Effects e Louis Mackall V (interpretada por Beyoncé) - "We Made You" – Ingenuity Engine (interpretada por Eminem) - "Who's Gonna Save My Soul" – Gradient Effects e Image Metrics (interpretada por Gnarls Barkley) | [ 25 ] |
| 2010 | Humble e Sam Stephens                                             | "Uprising"                        | Muse                                                            | - "21st Century Breakdown" – Laundry (interpretada por Green Day) - "Bad Romance" – Skulley Effects VFX (interpretada por Lady Gaga) - "Not Afraid" – Animaholics-VFX (interpretada por Eminem) - "Symphonies" – Corinne Bance e Axel D’Harcourt (interpretada por Dan Black) | [ 26 ] |
| 2011 | Jeff Dotson para Dot & Effects                                    | "E.T."                            | Katy Perry (com part. de Kanye West)                            | - "Don't Turn the Lights On" – The Mill (interpretada por Chromeo) - "Power" – Nice Shoes e ArtJail (interpretada por Kanye West com part. de Dwele) - "Simple Math" – Daniels (interpretada por Manchester Orchestra) - "Waiting for the End" – Ghost Town Media (interpretada por Linkin Park) | [ 27 ] |
| 2012 | Deka Brothers e Tony "Truand" Datis                               | "First of the Year (Equinox)"     | Skrillex                                                        | - "Burn It Down" – Ghost Town Media (interpretada por Linkin Park) - "Turn Me On" – Alex Frisch, Joe Harkins, Scott Metzger e Vico Sharabani (interpretada por David Guetta com part. de Nicki Minaj) - "Where Have You Been" – Baked FX (interpretada por Rihanna) - "Wide Awake" – Ingenuity Engine (interpretada por Katy Perry) | [ 28 ] |
| 2013 | Grady Hall, Jonathan Wu e Derek Johnson                           | "Safe and Sound"                  | Capital Cities                                                  | - "Breakn' a Sweat" – Radical Friend (interpretada por Skrillex com part. de The Doors) - "It's You" – Royal Post / Paris (interpretada por Duck Sauce) - "Tiny Tortures" – Dustin Bowser (interpretada por Flying Lotus) - "Wicked Games" – Drop e Abel (interpretada por The Weeknd) | [ 29 ] |
| 2014 | 1stAveMachine                                                     | "The Writing's on the Wall"       | OK Go                                                           | - "Grab Her!" – Mathematic e Emile Sornin (interpretada por Disclosure) - "Lazaretto" – Mathematic e Jonas & François (interpretada por Jack White) - "Rap God" – Rich Lee, Louis Baker, Mammal Studios, Laundry! e Sunset Edit (interpretada por Eminem) - "Turn Down for What" – Daniels e Zak Stoltz (interpretada por DJ Snake e Lil Jon) | [ 30 ] |
| 2015 | Brewer, GloriaFX, Tomash Kuzmytskyi e Max Chyzhevskyy             | "Where Are U Now"                 | Skrillex e Diplo (com part. de Justin Bieber)                   | - "Bad Blood" – Ingenuity Studios (interpretada por Taylor Swift com part. de Kendrick Lamar) - "Fucking Young/Death Camp" – GloriaFX (interpretada por Tyler, The Creator) - "Telegraph Ave." – GloriaFX (interpretada por Childish Gambino) - "Two Weeks" – GloriaFX, Tomash Kuzmytskyi e Max Chyzhevskyy (interpretada por FKA Twigs) | [ 31 ] |
| 2016 | Vania Heymann e GloriaFX                                          | "Up&Up"                           | Coldplay                                                        | - "Can't Feel My Face" – Louis Mackall e T.J. Burke (interpretada por The Weeknd) - M3LL155X – Lewis Saunders e Jihoon Yoo (interpretada por FKA twigs) - "Pillowtalk" – David Smith (interpretada por Zayn) - "Send My Love (To Your New Lover)" – Jonathan Box e MPC (interpretada por Adele) | [ 32 ] |
| 2017 | Jonah Hall da Timber                                              | "Humble"                          | Kendrick Lamar                                                  | - "Chained to the Rhythm" – Mirada (interpretada por Katy Perry com part. de Skip Marley) - "Dis Generation" – Brandon Hirzel da Bemo (interpretada por A Tribe Called Quest) - "iSpy" – Max Colt e Tomash Kuzmytskyi da GloriaFX (interpretada por Kyle com part. de Lil Yachty) - "Sign of the Times" – Cédric Nivoliez da One More (interpretada por Harry Styles) | [ 33 ] |
| 2018 | Loris Paillier na BUF Paris                                       | "All the Stars"                   | Kendrick Lamar e SZA                                            | - "Lonely Together" – KPP (interpretada por Avicii com part. de Rita Ora) - "Look What You Made Me Do" – Ingenuity Studios (interpretada por Taylor Swift) - "No Tears Left to Cry" – Dominique Vidal e Loris Paillier at BUF Paris (interpretada por Ariana Grande) - "Wait" – Timber (interpretada por Maroon 5) - "Walk on Water" – Rich Lee for Drive Studios (interpretada por Eminem com part. de Beyoncé) | [ 34 ] |
| 2019 | Loris Paillier e Lucas Salton para BUF VFX                        | "Me!"                             | Taylor Swift (com part. de Brendon Urie da Panic! at the Disco) | - GloriaFX, Sergii Mashevskyi e Anatolii Kuzmytskyi – "Just Us" (interpretada por DJ Khaled com part. de SZA) - Bryan Fugal da Centralfugal Productions, Ryan Ross e Andres Jaramillo – "When the Party's Over" (interpretada por Billie Eilish) - Analog – "Cellophane" (interpretada por FKA Twigs) - Fabrice Lagayette at Mathematic – "God Is a Woman" (interpretada por Ariana Grande) - Ethan Chancer – "No New Friends" (interpretada por LSD) | [ 35 ] |
| 2020 | Eighty4 e Mathematic                                              | "Physical"                        | Dua Lipa                                                        | - "Adore You" – Mathematic (interpretada por Harry Styles) - "All the Good Girls Go to Hell" – Drive Studios (interpretada por Billie Eilish) - "Highest in the Room" – Ingenuity Studios (interpretada por Travis Scott) - "I Love Me" – Hoody FX (interpretada por Demi Lovato) - "Rain on Me" – Ingenuity Studios (interpretada por Lady Gaga e Ariana Grande) | [ 36 ] |
| 2021 | Mathematic                                                        | "Montero (Call Me by Your Name)"  | Lil Nas X                                                       | - "All I Know So Far" – Dominique Vidal, Geoffrey Niquet, Annabelle Zoellin e Camille Gibrat (interpretada por Pink) - "Build a Bitch" – Andrew Donoho, Denhov Visuals, Denis Strahhov, Rein Jakobson, Vahur Kuusk, Tatjana Pavlik e Yekaterina Vetrova (interpretada por Bella Poarch) - "Higher Power" – Mathematic (interpretada por Coldplay) - "Tangerine" – YSF Studio Paris (interpretada por Glass Animals) - "You Right" – La Pac, Anthony Lestremau, Julien Missaire, Petr Shkolniy, Alexi Bailla, Micha Sher, Antoine Hache, Mikros MPC, Nicolas Huget, Guillaume Ho Tsong Fang, Benjamin Lenfant, Stephane Pivron, MPC Bangalore, Chanakya Chander, Raju Ganesh e David Rouxel (interpretada por Doja Cat e The Weeknd) | [ 37 ] |
| 2022 | Cameo FX                                                          | "Industry Baby"                   | Lil Nas X e Jack Harlow                                         | - "Happier Than Ever" – Ingenuity Studios (interpretada por Billie Eilish) - "The Heart Part 5" – Deep Voodoo (interpretada por Kendrick Lamar) - "My Universe" – AMGI, BUF, Ingenuity, Rodeo FX, e Territory Studio (interpretada por Coldplay e BTS) - "Stay" – Digital Axis (interpretada por The Kid Laroi e Justin Bieber) - "Sweetest Pie" – Mário Dubec at UPP (interpretada por Megan Thee Stallion e Dua Lipa) | [ 38 ] |
| 2023 | Parliament                                                        | "Anti-Hero"                       | Taylor Swift                                                    | - "Love from the Other Side" – Thomas Bailey e Josh Shaffner (interpretada por Fall Out Boy) - "Music for a Sushi Restaurant" – Chelsea Delfino e Black Kite Studios (interpretada por Harry Styles) - "Super Freaky Girl" – Cameo FX (interpretada por Nicki Minaj) - "Unholy" – Max Colt e Frender (interpretada por Sam Smith e Kim Petras) - "Void" – Carbon (interpretada por Melanie Martinez) | [ 39 ] |